# Hélio Lourenço de Oliveira
Hélio Lourenço de Oliveira (Porto Ferreira, 9 de julho de 1917 - Ribeirão Preto, 14 de março de 1985) foi um médico, professor e pesquisador brasileiro. Foi diretor da Faculdade de Medicina de Ribeirão Preto (FMRP-USP), onde lecionou clínica médica, e vice-reitor no exercício da reitoria da Universidade de São Paulo (USP).
Entrou para a Escola Médica da USP em 1934 e formou-se em 1940. Enquanto estudante, participou ativamente do movimento que almejava à criação do Hospital das Clínicas de São Paulo. Como bolsista do Pan-American Sanitary Bureau, estagiou, entre 1941 e 1942, na Escola Médica da Universidade de Nova York. Sua especialidade era a nefrologia.
Em 8 de outubro de 1968, foi conduzido pelo Governador Abreu Sodré, em contexto de ruptura entre o governo de São Paulo e o regime militar, à vice-reitoria da USP, após eleição-relâmpago do Conselho Universitário convocada devido à renúncia inesperada do então vice-reitor Mario Guimarães Ferri. Como o então reitor Luís Antônio da Gama e Silva assumira, sem abdicar da reitoria, o ministério da Justiça do governo Costa e Silva, o vice-reitor ocupava efetivamente a reitoria da universidade. 
Durante o exercício da reitoria, teve participação determinante na consolidação da reforma universitária iniciada por seu sucessor, a qual culminou na extinção da cátedra e substituição pela estrutura departamental. Também se opôs ativamente às atividades da Polícia Militar dentro do Campus da USP, cuja presença se inseria em contexto de repressão crescente da atividade estudantil. Em 25 de abril de 1969 contestou, em telegrama dirigido ao Ministro da Educação, a cassação de 43 professores universitários. Foi cassado do cargo em 29 de abril por iniciativa do próprio Gama e Silva, por meio de decreto arbitrário com base no AI-5 que o aposentou compulsoriamente e a mais 23 professores, alguns deles que nem mesmo possuíam vínculo com a USP. Na lista dos aposentados pelo decreto incluíam-se nomes como os de Caio Prado Junior, Fernando Henrique Cardoso, Jean-Claude Bernardet e Paulo Mendes da Rocha.
Forçado a se exilar do país com parte de sua família, viveu em em Alexandria, no Egito, atuando como conselheiro da Organização Mundial de Saúde, após ter sido membro da missão da Unesco, na Síria, encarregada de assistir na reforma e desenvolvimento do ensino superior no país. Em 1972, retornou ao Brasil, onde seguiu com sua carreira médica. Em julho de 1980, foi reintegrado à USP. Em 1983, foi eleito diretor da Faculdade de Medicina de Ribeirão Preto e, no ano seguinte, pró-reitor da USP.
Ao fim do Regime Militar no Brasil, foi alvo de desagravo por parte da universidade e da reitoria da USP, que incluiu, em homenagem póstuma, seu quadro na galeria de reitores daquela Universidade.
Seu nome foi dado a uma escola e uma unidade de saúde em Ribeirão Preto.